# Blue Gravy: Phase 9
Blue Gravy: Phase 9 è un EP degli Snuff pubblicato nel 2001.

## Tracce
1. Slipt - 3:12
2. Prisoner Abroad - 2:18
3. Blue Gravy - 2:36
4. Emperor - 2:26
5. Damaged - 2:49
6. Ichola Buddha - 2:24
7. Night of the Li's - 1:54
8. Caught in Session [live] - 2:00
9. Ecstacy [live] - 2:06